# Ajaka Jamašitaová
Ajaka Jamašitaová (japonsky 山下 杏也加, * 29. září 1995 Tokio) je japonská fotbalistka.

## Reprezentační kariéra
Za japonskou reprezentaci v letech 2015 až 2019 odehrála 35 reprezentačních utkání. Byla členkou japonské reprezentace i na Mistrovství světa ve fotbale žen 2019.

## Statistiky
| Japonsko | Japonsko | Japonsko |
| Roky     | Záp.     | Góly     |
| -------- | -------- | -------- |
| 2015     | 3        | 0        |
| 2016     | 3        | 0        |
| 2017     | 5        | 0        |
| 2018     | 14       | 0        |
| 2019     | 10       | 0        |
| Celkem   | 35       | 0        |

## Úspěchy

### Reprezentační
- Mistrovství Asie:  2018